# Wolfram (Münsterschwarzach)
Wolfram († 1. Oktober 1126 oder 1137) war von 1125 oder 1126 bis zu seinem Tod im Jahr 1126 oder 1137 Abt des Benediktinerklosters in Münsterschwarzach.

## Münsterschwarzach vor Wolfram
Die Jahrhunderte vor dem Amtsantritt des Abtes Wolfram waren in Münsterschwarzach von klösterlichen Erneuerungen geprägt. Vor allem die Reformen von Gorze, die die Klosterdisziplin anheben sollten, wurden von den Herren des Klosters, den Würzburger Fürstbischöfen forciert. Wichtige Äbte im Sinne dieser Reformen waren Alapold und der später heiliggesprochene Egbert von Münsterschwarzach, der direkt aus dem Kloster in Gorze stammte.
Unter den direkten Vorgängern des Wolfram wurden die Reformen gefestigt, ein beliebtes Mittel dies zu erreichen war das Studium der Manuskripte. Viele Äbte ließen deshalb die Klosterbibliothek ausbauen. Unter Abt Rupert bezog die Abtei im Investiturstreit Position auf der Seite des Papstes; der Würzburger Bischof Rugger wurde deshalb in den Gebäuden geweiht. Wolframs direkter Vorgänger Poppo starb, noch ehe er als Abt bestätigt werden konnte.

## Leben
Über die Herkunft und Familie des Abtes Wolfram ist nichts bekannt, eventuell hatte der Abt persönliche Beziehungen zum Kloster Sankt Emmeram in Regensburg. Er wurde Ende Juni oder Anfang Juli 1125 oder 1126 zum Abt von Münsterschwarzach gewählt. Laut der Münsterschwarzacher Klosterchronik starb Wolfram bereits im gleichen Jahr, auch bei ihm wird als Todesursache die Pest angegeben. Dieser frühe Todeszeitpunkt wird allerdings von Heinrich Wagner bezweifelt. Er geht von einem Fehler bei der Berechnung aus.
Nimmt man deshalb an, Wolfram regierte länger als nur ein Jahr, so kann man den Abt als letzten Prälaten bezeichnen, der die Ideen der Gorzer Reform in Münsterschwarzach vertrat. Während seiner Amtszeit stieg das Kloster Hirsau zum neuen Zentrum der Klosterreformen auf. Auch die Mainabtei wollte hieran teilhaben und fragte nach Mönchen aus dem Reformkloster. Die Abtei entsandte Dietrich an den Main. Geht man von einer längeren Amtszeit des Wolfram aus starb er am 1. Oktober 1137, wohl an der Pest, die er sich bei der Pflege seiner kranken Mitbrüder geholt hatte.